# Стадион Драган Николић
Стадион „Драган Николић“, познат и као Стадион крај Нишаве, је стадион са више намена у Пироту, Србија. Тренутно се користи највише за фудбалске мечеве и он је домаћи терен Радничког Пирот. Стадион је изграђен 1961. године, има капацитет од 6.816 седећих места а укупно 13.816.